# Аакененра Апопи
Аакененра Апопи — фараон Древнего Египта, правивший приблизительно в 1631—1621 годах до н. э. Представитель XV династии (Второй переходный период).

## Артефакты правления
Этот правитель проводил строительные работы в храме Баста (Бубастиса) — там была обнаружена отрывочная надпись, где упоминается «многочисленные колонны и двери из бронзы», сооружённые царём Апопи. Отождествить его с фараоном, о котором сейчас идёт речь, можно благодаря его «хорову» имени. Данный текст вырезан на блоке из красного асуанского гранита. Следовательно, Апепи получил этот камень с юга в качестве дани. Фактически гиксосский царь являлся владыкой фараона, правившего в Фивах, его владения, вероятно, управлялись лучше, чем принадлежавшие его вассалу, и культура в них более развитой, чем на юге.
В настоящее время в Каирском музее хранится обнаруженный в Каире алтарь из чёрного гранита с вырезанным на нём тронным и хоровым именами Апопи. В этой надписи царь говорит о себе, что он «живой Хор, Сехотептауи (умиротворивший Обе Земли), благой царь Аакененра сделал этот памятник для отца своего Сета, владыки Хат-уарита (Авариса), так как он поверг все страны под его сандалии». На основании того, что он был найден в Каире, можно сделать вывод — данный артефакт был ещё в древности перевезён из Авариса на новое место, очевидно с целью использовать его в качестве строительного материала.
В Мемфисе царь Апопи вырезал свои имена на плечах статуй представителя XIII династии Мермешаи, живущего более ста лет раньше. В этой надписи он назвал себя «возлюбленным богом Сетом». Впоследствии эти статуи были перевезены царём XIX династии Рамсесом II в Танис, где и были обнаружены археологами. На сфинксе из Исмаилии, найденном в Телль-Масхуте, некогда была вырезана надпись, в которой, по мнению Питри, речь идёт об этом царе. Апопи, вероятно, принадлежала статуя, находящаяся в Лувре, которая в более поздний период была присвоена царём XVIII династии Аменхотепом III. На ней перечислены 36 завоёванных нубийских племён; этот список мог быть составлен как в период царствования Апопи, так и во время правления Аменхотепа III.
Начиная с 1960-х практически все исследователи сходятся в том, что среди царей XV династии был только один Апопи, который за своё долгое правление носил поочерёдно три разных тронных имени: Ааусерра, Аакененра и Небхепешра. Однако убедительных аргументов, которые бы опровергали представление о трёх отдельных царях Апопи, выдвинуто не было.

## Имена Аакененра Апопи
Взойдя на престол он принял тронное имя Аакененра, «Великий, укрепляющий бога солнца», хоровым — Сехотептауи, «Умиротворяющий Обе Земли», а его личным именем (следовавшем за титулом «сын Ра») было Апопи, имевшее скорее египетское, нежели семитское происхождение. Имя «Апопи» восходит к имени Апопа, считавшегося в мифологии Древнего Египта гигантским змеем, противником Ра.
| G5 |

| G5 |

| S29 | R4 · X1 · Q3 | N17 · N18 |

| S29 | R4 · X1 · Q3 | N17 · N18 |

| nswt&bity |

| nswt&bity |

| N5 | O29 · D36 | N29 · N35C |

| N5 | O29 · D36 | N29 · N35C |

| N5 | O29 · D36 | N29 · N35C |

| N5 | O29 · D36 | N29 · N35C |

| N5 | O29 · D36 | N29 · N35C |

| N5 | O29 · D36 | N29 · N35C |

| N5 | O29 · D36 | N29 · N35C |

| N5 | O29 · D36 | N29 · N35C |

| G39 | N5 |

| G39 | N5 |

| M17 | A2 | Q3 · Q3 | M17 |

| M17 | A2 | Q3 · Q3 | M17 |

| M17 | A2 | Q3 · Q3 | M17 |

| M17 | A2 | Q3 · Q3 | M17 |

| M17 | A2 | Q3 · Q3 | M17 |

| M17 | A2 | Q3 · Q3 | M17 |

| M17 | A2 | Q3 · Q3 | M17 |

| M17 | A2 | Q3 · Q3 | M17 |